# Valde-Ucieza
Valde-Ucieza es un municipio español en la comarca de Tierra de Campos de la provincia de Palencia, comunidad autónoma de Castilla y León. La localidad cabecera del municipio se llama Robladillo de Ucieza.

## Geografía
Su término municipal comprende las localidades (sin que existan pedanías ni juntas vecinales) de:
- Miñanes.
- Villamorco.
- Villasabariego de Ucieza.
- Robladillo de Ucieza.

## Historia
Municipio creado en 1944 por la fusión de Robladillo de Ucieza, Villamorco y Villasabariego de Ucieza. Cuenta la tradición que por esta zona del Valle del Ucieza existió otro poblado conocido como Trampalirón, que según parece tuvo que ser abandonado por sus antiguos vecinos como consecuencia de una plaga de pulgas, por lo que su demarcación se repartió entre los pueblos vecinos, pasando a ser terreno comunero de todos ellos.

## Geografía humana

### Demografía
Cuenta con una población de 76 habitantes (INE 2024).
| Gráfica de evolución demográfica de Valde-Ucieza entre 1940 y 2021 |
| |
| Población de derecho según los censos de población del INE Población de hecho según los censos de población del INEEntre el censo de 1940 y el anterior, aparece este municipio porque se fusionan los municipios 34507 (Robladillo de Ucieza), 34515 (Villamorcó) y 34518 (Villsabariego de Ucieza) |

| 1900 | 1910 | 1920 | 1930 | 1940 | 1950 | 1960 | 1970 | 1981 | 1991 |
| -    | -    | -    | -    | 742  | 734  | 675  | 399  | 231  | 163  |